# Форма на релефа
Форма на релефа, понякога наричана също земеповърхна форма, е естествена черта на повърхността на Земята или друга планета. Формите на релефа съвкупно съставляват релеф, а тяхното подреждане в ландшафта се нарича топография. Обичайните форми на релефа включва хълмове, планини, плата, каньони, долини, както и крайбрежни образувания като заливи, полуострови и морета, включително подводни такива, като средноокеански хребети, вулкани и котловини.
Формите на релефа се категоризират по характерни физически атрибути като надморска височина, наклон, ориентация, напластяване, скално излагане и тип на почвата. Могат и да се класифицират според техния размер, произход, възраст и форма.

## Йерархия на класовете
Океаните и континентите представляват формите на релефа от най-висок ред. Ландшафтните елементи са част от формите на релефа от по-висок ред и могат да бъдат идентифицирани по-нататък с по-конкретно определение, като например връх на хълма, седло, преден и заден склон.
Някои широко разпространени ландшафтни елементи включват: дерета, върхове, канали, хребети, проходи, вирове и равнини.
Релефът е третото и вертикално измерение на земната повърхност. Топографията е изучаването на релефа, въпреки че думата често се използва като синоним за релеф. Когато става въпрос за релеф под вода, тогава се използва термина батиметрия. В картографията се използват много различни техники, за да се опише релефа, включително контурни линии.
Елементарните форми на релефа (сегменти, фасади, релефни единици) са най-малките хомогенни подразделения на земната повърхност на даден мащаб/резолюция. Това са зони с относително хомогенни морфометрични свойства, ограничени от линии на прекъсване. Едно плато може да бъде разглеждано при различни мащаби, вариращи от няколкостотин метра до стотици километри. Следователно, пространственото разпределение на формите на релефа често зависи от мащаба, както е в случая на почвите и геоложките пластове.
Ред фактори, вариращи от тектоника на плочите до ерозия и акумулация, могат да произведат или да повлияят на форми на релефа. Биологичните фактори също могат да повлияят на формите на релефа. Например, ролята на растителността при развитието на системи от дюни и блата, както и работата на коралите и водораслите при образуването на коралови рифове.
Формите на релефа не включват образувания, изкуствено създадени от човека, като канали, пристанища или географски характеристики като пустини, гори или поля. Много от термините не са ограничени до образувания на Земята и могат да бъдат използвани за описване на повърхностни образувания на други планети или подобни обекти във Вселената. Примери за такива термини са: планини, хълмове, снежни шапки и долини, които се срещат на всички земеподобни планети.
Научното изследване на формите на релефа се нарича геоморфология. Формите на релефа могат да бъдат изучавани чрез дигитален елевационен модел, използвайки автоматизирани техники, при които данните са извлечени от съвременни сателити и стереоскопични аерофотографии. Обработването на такива данни, обаче, изисква времеемки и скъпи техники.